# Le Parc (Mancha)
Le Parc es una comuna nueva francesa situada en el departamento de Mancha, de la región de Normandía.

## Historia
Fue creada el 1 de enero de 2016, en aplicación de una resolución del prefecto de Mancha de 4 de noviembre de 2015 con la unión de las comunas de Braffais, Plomb y Sainte-Pience, pasando a estar el ayuntamiento en la antigua comuna de Sainte-Pience.

## Demografía
| Gráfica de evolución demográfica de Le Parc (Mancha) entre 1800 y 2013 |
|                                                                        |

Los datos entre 1800 y 2013 son el resultado de sumar los parciales de las tres comunas que forman la nueva comuna de Le Parc, cuyos datos se han cogido de 1800 a 1999, para las comunas de Braffais, Plomb y Sainte-Pience de la página francesa EHESS/Cassini. Los demás datos se han cogido de la página del INSEE.

## Composición
| Comuna delegada | Código INSEE | Población (2013) | Superficie (km²) | Densidad (hab./km²) |
| --------------- | ------------ | ---------------- | ---------------- | ------------------- |
| Braffais        | 50071        | 192              | 5.76             | 33                  |
| Plomb           | 50406        | 394              | 8.16             | 48                  |
| Sainte-Pience   | 50535        | 318              | 8.68             | 37                  |